# Luise von Oranien-Nassau

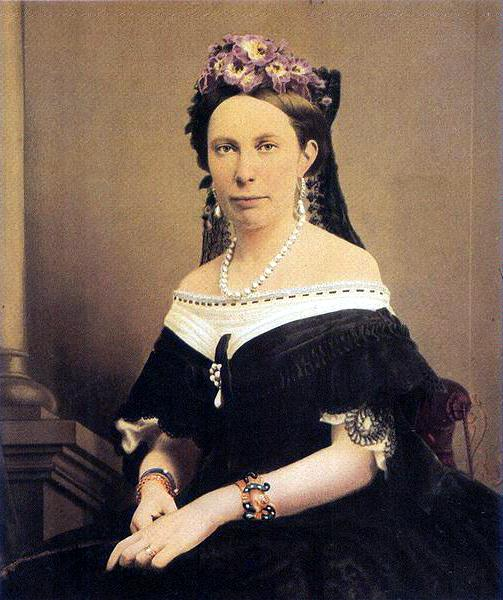
Luise der Niederlande

Wilhelmine Friederike Alexandra Anna Luise von Oranien-Nassau (* 5. August 1828 in Den Haag; † 30. März 1871 in Stockholm) war durch Heirat Königin von Schweden und Norwegen (schwedisch: Drottning Lovisa av Sverige och Norge).

## Leben
Luise war die älteste Tochter von Prinz Friedrich der Niederlande und seiner Frau, Prinzessin Luise von Preußen. Am 19. Juni 1850 heiratete sie in Stockholm den Kronprinzen Karl und späteren König Karl XV. von Schweden. Ab 1859 war sie Königin von Schweden und Norwegen.

### Kindheit und Jugend
Da Luises Vater nicht der niederländische Thronerbe war, sondern dessen jüngerer Bruder, erlebte Luise ihre Kindheit gemeinsam mit den jüngeren Geschwistern Willem (1833–1834), Frederik (1836–1846) und Marie in einem familiären Umfeld. Die Winter verbrachten die Kinder in Den Haag und die Sommer auf dem Landgut De Paauw in Wassenaar. Die Eltern waren oft auf Reisen. Luise empfand eine tiefe Verbundenheit zu ihrer Familie, sie stand mit ihrer Mutter in einem regen Briefwechsel. Die Verbindung in der Familie vertiefte sich noch, nachdem der neunjährige Frederik 1846 verstorben war.

### Ausbildung
Als Luise sechs Jahre alt war, wurde Victoire Wauthier, Tochter eines belgischen Offiziers der niederländischen Armee und Malerin, ihre Gouvernante. Luise erhielt Französischunterricht, Unterricht in künstlerischen Fächern, lernte Englisch, Deutsch und ein wenig Russisch. Darüber hinaus erhielt sie Klavierunterricht und eine musikalische Ausbildung bei Johann Heinrich Lübeck, dem Dirigenten der Hofkapelle und Direktor der Haager Musikschule.
Ihre religiöse Ausbildung erhielt sie bei dem Hofprediger Isaac Johannes Dermout. Mit dem Ablegen des Glaubensbekenntnisses 1845 galt sie als bereit für die Ehe.

### Verlobung und Hochzeit
Die Heirat ging vor allem auf die Initiative von König Oskar I. von Schweden zurück, der beabsichtigte, die Position der noch jungen Bernadotte-Dynastie durch Heiratsverbindungen mit traditionsreichen europäischen Adelsgeschlechtern zu festigen. Eine zuvor geplante Verbindung des Kronprinzen mit Luises Cousine, Prinzessin Luise von Preußen war nicht zustande gekommen.  Die Wahl fiel dann auf Luise, die Enkelin des Niederländischen Königs Willelm I, die sowohl über die mütterliche als auch über die väterliche Linie mit dem Königshaus Preußen eng verwandt war. Mit der Eheanbahnung beauftragt wurde 1849 der Kabinettssekretär L. Manderström.
Verschiedene Quellen benennen hohe Erwartungen an die Mitgift der Prinzessin, die helfen sollte, das verarmte schwedische Königshaus zu sanieren und unter anderem die Kosten für das schwedische Eisenbahnprojekt, die staatliche Järnvägar, zu begleichen.
Die Verlobung folgte am 30. April 1850 in Den Haag.
In Vorbereitung auf ihr zukünftiges Leben studierte Luise die schwedischen Verhältnisse und lernte Schwedisch, Norwegisch lernte sie nie.
Ein schwedisches Geschwader brachte Luise in Begleitung ihrer Eltern und ihrer Schwester Marie im Juni 1850 von Travemünde nach Stockholm, wo am 19. Juni in der Storkyran die Hochzeit gefeiert wurde. Die Heirat wurde von der Bevölkerung positiv aufgenommen, da mit Luise nach zwei katholischen Königinnen eine Protestantin in die Königsfamilie einheiratete. Direkt anschließend an die Hochzeit begab sich das Brautpaar mit der gesamten königlichen Familie auf eine Rundreise „Eriksreise“ durch die wichtigsten Städte Schwedens und Norwegens, um die Braut der Bevölkerung vorzustellen.

### Kronprinzessin, Ehe und Familienleben
Im Oktober 1851 bekam das Kronprinzenpaar eine Tochter, die ebenfalls auf den Namen Luise getauft wurde. Im Dezember 1852 wurde der Thronfolger, Carl Oscar Wilhelm Frederik, Herzog von Södermanland, geboren. Die Geburt wurde begeistert in der Öffentlichkeit aufgenommen, da Schweden mit der Verfassung von 1809 Salisches Recht für die Vererbung der Krone eingeführt hatte. Somit waren weibliche Nachkommen von der Thronfolge ausgeschlossen. Die Zeitungen kommentierten, Prinz Carl Oscar stamme in beiden Linien von edlen, mächtigen Regenten, tapferen Kriegern und weisen Staatsmännern ab, deren Gaben sich in ihm vereinten und auf eine große Zukunft hoffen ließen. Allerdings erkrankte die erst 25-jährige Kronprinzessin Luise in Folge der Geburt und es wurde klar, dass sie keine weiteren Kinder würde bekommen können. Im weiteren Lebensverlauf litt sie unter Ohnmachtsanfällen und Krampfanfällen, die möglicherweise epileptischer Natur waren.
1854 erkrankte der kaum vierzehn Monate alte Prinz Carl Oscar an Masern. Der Arzt verordnete ein eiskaltes Bad. In Folge der Behandlung entwickelte sich bei dem Prinzen eine Lungenentzündung und er starb am 13. März 1854. Das Land trauerte. Kronprinzessin Luises Gesundheit verschlechterte sich, sie litt unter sich wiederholenden Krampfanfällen in Verbindung mit allgemeiner Schwäche und suchte Trost in der Religion.
Da König Karl XV nun über keinen männlichen Nachkommen verfügte, wurde sein jüngerer Bruder Oskar zum Thronerben. Luise bot ihm daraufhin die Scheidung an, um ihm weitere legitime männliche Nachkommen zu ermöglichen, was er aber ablehnte.
Die Beziehung der beiden Ehepartner wird insgesamt als unglücklich beschrieben, ihre Persönlichkeiten als sehr unterschiedlich berichtet. So galt Karl XV als lebensfroh und unstet, offen für Gesellschaften und Feste, während Louisa als still und zurückhaltend wahrgenommen wurde, einzelne Quellen beschreiben sie bei öffentlichen Auftritten als schweigsam und ohne Charme, pflichtbewusst und schüchtern. Eine Frau, die das häusliche Leben bevorzugte.
Kronprinz Karl hatte zahlreiche außereheliche Liebesbeziehungen, die in der Öffentlichkeit als Skandal wahrgenommen wurden, insbesondere seine Beziehung zu Luises Hofdame Josephine Sparre, vor allem, weil sie Teil des öffentlichen Lebens war und nicht diskret im Verborgenen ablief, wie seine weiteren Affären. Einen Einblick in Luises privates Leben und Denken ist zum Teil durch die persönlichen Briefe an ihre Verwandten oder ihre Gouvernante gegeben, mit der sie in lebenslanger Freundschaft verbunden war. Eine weitere Quelle für das Privatleben des Ehepaares bilden die Aufzeichnungen des Künstlers Fritz von Dardel, der dem schwedischen Königshaus verbunden war und sehr viel Zeit bei Hof verbrachte.

### Königin
Mit dem Tod ihres Schwiegervaters Oskars I. 1859 wurde Luise Königin von Schweden und Norwegen. Die Krönungen fanden in Stockholm am 3. Mai 1860 und in Trondheim am 5. August 1860 statt. Damit war Luise die erste in Norwegen gekrönte Königin seit dem Mittelalter.
Im Gegensatz zu ihren Vorgängerinnen, insbesondere Königin Josephine, verzichtete Königin Luise auf politisches Handeln und politische Einflussnahme. Ihre politische Einstellung äußerte sie nur in ihrem „inneren Kreis“, vor allem in Briefen, wo sie beispielsweise die Wahlreformen kritisierte oder deutlich machte, dass sie die antideutsche Haltung ihres Mannes nicht teilte.
Als Königin erfüllte sie „pflichtbewusst, aber ohne Freude“ ihre repräsentative Funktion und wandte sich stattdessen karitativen Zwecken zu. So engagierte sie sich in der Förderung kranker und taubstummer Kinder, gründete Waisenhäuser in Lappland und rief einen Förderverein ins Leben, der Spenden für verschiedene wohltätige Zwecke sammelte. Sie selbst übersetzte zwei kurze englische Werke zur Erziehung vom Englischen ins Schwedische.
Luise engagierte sich auch für Frauen, indem sie gemeinsam mit ihrer Tochter Schülerin von Nancy Edberg, einer schwedischen Schwimmerpionierin, wurde, unterstützte Luise, dass Schwimmen zunehmend als eine für Frauen angemessenen und akzeptierte Betätigung angesehen wurde. Darüber hinaus beschäftigte sie mit Rosalie Fougelberg, eine der ersten weiblichen Zahnärztinnen des Landes.

### Tod
Im Herbst 1870 besuchte Königin Luise die Niederlande um sich von ihrer sterbenden Mutter zu verabschieden. Bei ihrer Rückkehr nach Schweden erkrankte sie an einer Bronchitis, die sich zu einer Lungenentzündung entwickelte. Sie starb am 30. März 1871.
Sie wurde in der königlichen Grabkammer der Riddarholmskirche in Stockholm bestattet.

## Nachkommen
- Luise Josephine (* 31. Oktober 1851; † 20. März 1926) seit 1869 mit Friedrich VIII., König von Dänemark verheiratet.
- Prinz Carl Oscar, Herzog von Södermanland (* 14. Dezember 1852; † 13. März 1854), starb als Kind.